# Буньядзаде, Кёнуль Юсиф кызы
Кёнуль Юсиф кызы Буньядзаде (азерб. Könül Yusif qızı Bünyadzadə; род. 2 ноября 1974 года, Зод, Варденисский район, Армянская ССР) — азербайджанский учёный-востоковед, доктор философских наук (2007). Член-корреспондент Национальной академии наук Азербайджана (2017).

## Биография
Кёнуль Буньядзаде родилась 2 ноября 1974 года в селе Зод Варденисского района. Среднее образование получила в 1981—1991 гг. в школе № 2 имени А. С. Пушкина Дашкесанского района. В 1992 году поступила на арабское отделение восточного факультета Бакинского государственного университета, который окончила с отличием в 1997 году. В том же году была принята на работу в Институт философии Национальной академии наук Азербайджана на должность старшего лаборанта. Одновременно была прикреплена в качестве диссертанта к тому же институту. В настоящее время[когда?] работает в качестве главного научного сотрудника института, заведующая отделом «Исламская философия».

## Научная деятельность
В 2002 году защитила кандидатскую диссертацию на тему "Суфийско-философские вопросы в произведении Сарраджа Туси «аль-Люма». Защитив в 2008 году докторскую диссертацию на тему «Иррациональное познание в истории восточной и западной философии (средние века)», получила учёную степень доктора философских наук.
Автор девяти монографий (одна из которых переведена и опубликована за рубежом) и двух переводов. Выступала с докладами на международных конференциях в Турции, Франции, Бельгии, Италии, Индонезии, Южной Корее, Алжире и других странах. Научные статьи Кёнуль Буньядзаде опубликованы на турецком, английском, арабском и других языках в ряде известных международных изданий. Всего в Азербайджане и за рубежом опубликовано более 230 статей.

## Основные идеи
В философских исследованиях Кёнуль Буньядзаде приоритетное место занимает изучение философии суфизма в контексте современной западной философской мысли. Как историк философии, она впервые в Азербайджане провела глубокий анализ учений великих суфиев Джунейда Багдади, Мансура Халладжа и Сарраджа Туси. Она — автор ряда серьёзных исследований в области философской компаративистики. В её изысканиях к единому знаменателю приводятся философии суфизма и Св. Бонавентуры, М. Экхарта, Н. Кузанского. Сравнивая иррационалистические и интуитивистские концепции в западной философии с восточной интуитивистской концепцией, К. Буньядзаде выявляет сходство и различия между ними. Вопрос о том, в каких моментах интуитивистская концепция соответствует рационализму, а в каких — иррационализму, имеет важное значение для современной эпистемологии. Продолжая сравнительный анализ, К. Буньядзаде переходит от средневековой философии к современной, рассматривая философию Канта, феноменологию Гуссерля и феноменологию жизни А.-Т. Тиминички в контексте философии суфизма и выявляя ряд соответствий между ними.

## Ответственные должности
Является главным научным сотрудником и заведующей отделом «Исламская философия» Института философии социологии и права Национальной академии наук Азербайджана, председателем Редакционного совета журнала «Метафизика», членом Международного феноменологического института, Нью-Йоркской академии, Международного Оксфордского «Общества Мухиддина ибн Араби», Американской философской ассоциации и Общества женщин-философов при ЮНЕСКО.

## Избранные произведения
- Мудрость любви. Рабийа ал-Адавиййа и Эдит Штейн. — Bakı, Mənəvi Dəyərlərin Təbliği Fondu, 2018[8]
- Философия Мугама. — Bakı, Azərbaycan Respublikasının Prezidenti yanında Elmin İnkişafı Fondu, 2018
- Первоисточник суфийской философии. Произведение «Аль-Люма» Сарраджа Туси. «Гамма сервис», 2002.
- Восток и Запад: Самопознание через божественное единство. — Баку, Нурлан, 2006.[9]
- Тайный мир Мансура Халладжа. — Баку: Адыльоглы, 2006 (перевод и вступительная статья к книге Ахбар аль-Халладжа).(«Əxbar əl-Həllac» kitabının tərcüməsi və geniş giriş məqaləsi).
- Два светильника света в суфизме. Мансур Халладж и Саррадж Туси. — Баку, Адыльоглы, 2007. (Трактат «Китаб ат-Тавасин», перевод некоторых статей из произведения «аль-Люма» и вступительные статьи).[10]
- Аспекты иррационального мышления на Востоке и Западе. — Стамбул: Отукен, 2009 (тур.)
- Философия молодости. — Баку: Нурлан. 2009.[11]
- Философия Ислама: история и современность. — Баку: Чашыоглы, 2010.[12]
- Dogu’da ve Bati’da kadin: Idealler ve Gerceklikler[13]
- The Path of Truth: From Absolute to Reality, from Point to Circle[14]